# 가와사키촌 (오사카부)
가와사키촌(일본어: 川崎村)은 일본 오사카부 니시나리군에 설치되었던 촌이다. 현재의 오사카시 기타구의 일부에 해당한다.